# Župnija Sveti Vid pri Ptuju
Župnija Sveti Vid pri Ptuju rimskokatoliška župnija.

## Sakralni objekti
- Župnijska cerkev svetega Vida,
- Podružnična cerkev Svete družine, Barislovci

## Obseg župnije
Najstarejši popis župnije je naredil pater Anton Čaj leta 1782. Takrat je župnija štela 547 družin, 2959 duš. Danes pripadajo župniji naslednje vasi in naselja, v katerih živi približno 4300 duš: Barislovci, Dravci, Dravinjski Vrh, Jurovci, Lancova vas, Ljubstava, Majski vrh, Popovci, Sela, Soviče, Šturmovec, Trnovec, Tržec, Vareja, Videm, Zgornja Pristava, Pobrežje, Turnišče in okolica (Zagrebška cesta, Suha veja, Sodnice).

## Zgodovina
Pred izlivom Dravinje v Dravo je stal svoje dni na precejšnjem hribu močan grad Tram (Treun), o katerem danes ni več nobenega sledu, razen domačije gospoda Purga, nekdanjega cerkvenega ključarja, ki se še danes imenuje Pograjski, ter leži neposredno pod hribom. Grad so sezidali gospodje Ptujski. V začetku 15. stoletja se omenja cerkev pri gradu, ki je brez dvoma sedanja še stoječa cerkvica svetega Janža. Kakor grad so tudi to cerkev postavili gospodje Ptujski, ki so zaradi tega smeli imenovati duhovnike. Ker pa so ti kraji spadali pod nadžupnijo Hoče, so bili pri svetem Janžu nameščeni le vikarji, podložni hoškemu nadžupniku, kateremu so plačevali »pro obedientia« (zaradi podložnosti) na leto po dve marki. Ta podatek je omenjen v Gornjegrajskem urbarju iz leta 1426.
Iz tega je razvidno, da je že na začetku 15. stoletja bila ob Dravinji lokalija (cerkveno občestvo, ki ni župnija) z vikarjem na čelu. Sv. Vid je v 15. stoletju imel te podružnice: sveta Katarina na Beli – pri sveti Barbari v Halozah, sveti Andraž na Leskovcu, sveti Janž ob Dravinji in Devica Marija v Podlehniku.
V šentviškem vikariatu je pred letom 1475 nastal podvikariat svete Katarine, sedaj svete Barbare v Halozah. K temu je najbrž znatno pripomogla graščina Borl. Zato ima patronat nad to župnijo. Iz župnije svete Barbare se je leta 1751 izločila župnija svetega Andraža v Leskovcu. Tudi tej župniji je bila patron borlska graščina.
Cerkvi svetega Janža tik pod hribom, nad katerem je bil grad, je vedno grozila nevarnost usedlin in zemeljskih plazov. Zato je dal grof Ulrik Schaunberg sezidati na levi strani Dravinje drugo cerkev, ki so jo postavili v čast svetemu Vidu leta 1445. V 16. stoletju je prišel grad Tram s cerkvijo svetega Vida za precej časa v last ormoških graščakov Cerkelyev.
Leta 1532 so Turki pustošili po naših krajih in pomorili mnogo ljudi. 22. septembra istega leta je bil porušen tudi grad Tram in cerkev svetega Vida. Grad je izginil in iz njegovih razvalin so kmalu popravili cerkev svetega Vida. V kamen vsekana letnica 1445 se nahaja nad glavnimi vrati. Okoli leta 1560 se je začela za župnijo žalostna doba, ki je trajala približno 60 let. Grof Jakob Cekely je postal kalvinist ter je zelo širil in podpiral svojo vero. Pri svetem Vidu je nastavljal hrvaške kalviniste. Z vernim ljudstvom so tako hudo ravnali, da so se ves čas bali krvave vstaje. Mnogo otrok je umrlo brez svetega krsta in mnogi so umirali brez svete popotnice.
Ker so grofje Cekely videli, da jim je verno ljudstvo nasprotuje, so 22. septembra 1592 prodali faro svetega Vida z vsemi dohodki in pravicami za 3000 goldinarjev nekemu Hrvatu Janžu Tenević. Ta je samo dohodke pobiral, ni pa se veliko brigal za kaplane in Božjo službo. Zato je bilo verno ljudstvo jezno nanj. Čez dve leti, 1594, je prodal faro nekemu Dietrichu. Leta 1597 pa je fara prišla v roke Gregorja Križaja s Kranjskega. Ta je bil nekaj časa luteran, pozneje pa je spravljen s sveto Cerkvijo, umrl v Gradcu.
Leta 1610 je nadvojvoda Ferdinand izročil upravo šentvidskega vikarata za 12 let mariborskemu župniku Juriju Pileatorju, klobučarju, s pogojem, da popravi zanemarjena poslopja, da natančno izvršuje cerkveno službo in plača zaostale dolgove. Pileator je slabo gospodaril in ni mogel plačati zaostalih davkov. Ker pa je bil obenem tudi hoški župnik in je videl, da ne more plačevati dolgov, mu je na misel prišlo, da bi sveti Vid odstopil graškim minoritom. Z njimi se je začel pogajati in leta 1617 na dan svetega Marka je cesar Ferdinad II. župnijo svetega Vida izročil graškim minoritom.
Na prošnjo predstojnika (gvardijana) je potem tudi papež Urban VIII. 6. avgusta 1623 s posebnim pismom potrdil inkorporacijo župnije svetega Vida samostanu minoritov v Gradcu. Prepis papeževega pisma se nahaja v nadžupnijskem arhivu v Hočah, drugi prepis pa v domači župnijski kroniki. Po predaji župnije graškim minoritom je Pileator od njih zahteval, da mu morajo kot hoškemu župniku plačati običajno letno pristojbino (25 goldinarjev, 4 štrtinjake vina in 12 kapunov). Ker pa v cesarjevem in papeževem pismu ni bilo govora o teh dajatvah, so jih minoriti odrekli. Zaradi tega se je prišlo do pravde, ki je trajala več let. Končno je papeški nuncij Cirijak leta 1633 odločil, da minoriti nimajo nobene obveznosti do župnika iz Hoč. Po zasebnem dogovoru pa so minoriti enkrat za vselej plačali Pileatorju 1250 goldinarjev. Tako je župnija svetega Vida prešla z vsemi dohodki, pravicami in dolžnostmi v last minoritskega Reda. Samostan v Gradcu jo je moral oskrbovati z dušnimi pastirji. Župnijo so upravljali redno redovni duhovniki, izjemoma pa včasih tudi svetni.
Kakor drugod po Štajerskem, je leta 1645 tudi pri svetem Vidu hudo razsajala in morila kuga. Polovica hiš je bila okuženih, zaprtih in zaznamovanih z velikimi belim križem. Hrano, pijačo in zdravila so jim dajali skozi okna. Če je kdo umrl, so ga domači na tihem, navadno ponoči, pokopali za hišo. Kuga je razsajala tudi v letih 1672, 1680 in 1682. Tega leta so Videmčani z velikim zaupanjem do svetega Roka (zavetnika proti kugi) postavili njemu v čast precej veliko kapelo ob farni cerkvi, ki pa jo je Jožef II. leta 1786 dal spremeniti v šolo. Kip svetega Roka so tedaj prenesli v cerkev, kjer še sedaj stoji v stranski kapeli na lepem baročnem oltarju.
Leta 1934 je po pogodbi med nemškim oziroma avstrijskim in jugoslovanskim provincialom minoritskega Reda župnija svetega Vida prešla v last jugoslovanske province svetega Hieronima – vse do leta 1972, ko je bila na novo ustanovljena slovenska minoritska provinca svetega Jožefa s sedežem v Minoritskem samostanu sv. Petra in Pavla na Ptuju.

## Važnejši dogodki in osebnosti te župnije
- 6. avgusta 1741, na predvečer svetega Donata, je bilo pri cerkvi svetega Jurija pod Donačko goro od strele ubitih 59 romarjev iz svetega Vida. Od teh je bilo 28 trupel pokopanih pri omenjeni cerkvi svetega Jurija, 28 v Žetalah, 3 pa pri svetem Vidu. V mrliški knjigi svetega Vida so zapisana vsa imena ubitih. Krajevni zgodovinar Povoden omenja, da je bilo takrat od strele ubitih do 300 oseb.
- Leta 1914 je bil po nedolžnem preganjan pater Peter Žirovnik, kakor mnogo drugih poštenih Slovencev. Nemškutarji in zagrizeni Nemci so uprizorili proti njem strašno gonjo in samo Božja previdnost ga je varovala, da je še ostal pri življenju. Bil je zvest sin svojega naroda in vzoren katoliški duhovnik ter kot tak trn v peti ptujskim in okoliškim verskim in narodnim odpadnikom. Vklenjenega so ga odpeljali na Ptuj. Med potjo so ga bili po glavi, tepli in zasramovali. Nato je bil odveden v graške zapore. Zaradi posledic mučenja je mlad umrl pri Sveti Trojici v Halozah, kjer je tudi pokopan.
- Leta 1758 je bil v tej župniji rojen pater Dominik Penn, znani jezikoslovec in zbiratelj besed za slovenski slovar. Bil je Miklošičev sotrudnik in Vrazov znanec. O njem je pisal Stanko Vraz leta 1837 Muršcu na Ptuju: »Če kaj k Sv. Vidu pridete, priporočite me tamkajšnjemu besedničari in abecedari lepo, to je visovrednemu gospodu farmeštru.« (Časopis za zgodovino in narodopisje, letnik 2.)
- Dne 25. aprila 1941 so Nemci odpeljali v ptujske zapore 3 duhovnike: patra Karla, patra Danijela Tomšiča in patra Inocenta Končnika. Tam so jih obsodili, nato pa pregnali na Hrvaško.